# Acanthoscelides leucopygius
Acanthoscelides leucopygius là một loài bọ cánh cứng trong họ Bruchidae. Loài này được Perty miêu tả khoa học năm 1830.